# 可可 (大猩猩)
花火子（英語：Hanabiko，1971年7月4日—2018年6月19日），暱稱可可（Koko），是一头雌性西部低地大猩猩，生前可以掌握大量修改版美国手语手势。
可可出生于美国加利福尼亚州的旧金山动物园，她大部分时间生活在位于伍赛德圣克鲁斯山的大猩猩基金会保育中心内。花火子（源自日語，意为“煙火的孩子”）这个名字源自她的生日7月4日，由于这天是美国独立日，美国全国会施放烟火以庆祝。
可可因为收养一只猫作为自己的宠物而受到关注，她是極少數擁有寵物的非人類生物。可可于2018年6月19日去世，得年46岁。

## 早年生活
可可於1971年7月4日在舊金山動物園出生，親生母親是杰奎琳（Jacqueline），父親為布瓦納（Bwana）。可可是人工飼養的第50隻大猩猩。她在一歲以前都跟隨母親一起生活，隨後因需要治療嚴重疾病而被帶到動物園醫院。可可來到動物園醫院後，由帕特森和查爾斯·帕斯特納克（Charles Pasternak）照顧，並作為斯坦福大學博士學位研究對象。可可後來被租借給帕特森和帕斯特納克，條件是他們需要看顧可可至少四年。最終，帕特森創立大猩猩基金會以支持對可可及其他大猩猩的研究和保育。
1978年，可可在《國家地理雜誌》的封面引起了全世界的關注。封面圖片為可可在鏡子中拍攝自己。1985年，《國家地理雜誌》又刊登了可可和她的小貓All Ball作為雜誌封面。可可曾與羅賓·威廉斯、弗雷德·罗杰斯、貝蒂·懷特、威廉·薛特納、Flea、莱昂纳多·迪卡普里奥、彼得·蓋布瑞爾和史汀等人物見面互動。

## 特徵

### 豢養寵物
大猩猩基金會的研究人員表示，可可於1983年要求一隻貓作為聖誕節禮物。基金會的生物學家羅恩·科恩向《洛杉磯時報》解釋說，可可收到一隻像真的毛絨娃娃後不太滿意，她沒有玩它並不斷用手語表示“悲傷”。因此，她在1984年7月的生日那天被允許從一堆被遺棄的小貓中選取其中一隻。可可最後選了一隻灰色的雄性曼島貓，並將其命名為All Ball。擁有可可監管權並創立了大猩猩基金会的弗朗辛·帕特森寫道，可可像照料一隻大猩猩寶寶一樣照顧著小貓。研究人員表示，她試圖護理All Ball，並且非常溫柔和熱愛。他們相信可可照料小貓和通過玩娃娃獲得的技能將有助她學習如何照料後代。
1984年12月，All Ball從可可的籠子裡逃走，被一輛汽車撞死。後來，帕特森說，當她用手語與可可表示All Ball死了，可可用手語表示了“糟透了，傷心，糟透了”和“皺眉，哭，皺眉，傷心，有麻煩”。帕特森後來還報告聽到可可發出類似於人類哭泣的聲音。
1985年，可可被允許從一堆小貓中挑出兩隻新的小貓作為她的同伴。這次她選擇的也是曼島貓，名為“Lipstick”和“Smoky”。可可第一次看到橙色的曼島貓後便選了這個名字。當她的訓練員問起這個名字的含義時，可可回答「唇膏口紅」。
為慶祝她在2015年7月的生日，可可又被獻上一堆小貓。她挑選兩隻後，將牠們命名為黑小姐和灰小姐。

### 智商
根据可可的訓練員弗朗辛·帕特森的说法，可可能够理解超过1,000种被帕特森称之为“大猩猩手语（Gorilla Sign Language）”的手势。与其他非人类灵长类动物的手语培训试验相比，帕特森从小就将可可暴露在英语口语环境中。据报道，除了手语手势之外，可可还能理解2,000个英语单词。可可的生活和学习过程被帕特森和她的合著者发表在一些书籍、同行评议科学期刊以及网站上。
和其他大猿语言实验一样，可可通过手语掌握和使用语言的能力也是备受争议的。目前比较取得共识的看法是可可并没有掌握语法学或语法，并且她对语言的掌握能力尚不及人类幼童，只能使用片段的單字來表達。
1972年至1977年间，可可參加過幾次嬰兒智力測試，分數介於70至90之間。

## 延伸阅读
- Patterson, F. G. P.; M. L. Matevia. . Biruté M.F. Galdikas; Nancy Erickson Briggs; Lori K. Sheeran; Gary L. Shapiro; Jane Goodall  (编). . Springer. 2001: 165–176. ISBN 0-306-46757-7.
- Patterson, Dr. Francine (1987). Koko's Kitten. Scholastic, Inc. ISBN 0-590-44425-5
- Patterson, Francine and Wendy Gordon (1993) "The case for the personhood of gorillas" In: P Cavalieri and P Singer (Eds) The Great Ape Project: Equality Beyond Humanity, St. Martin's Press, pp. 58–77. ISBN 9780312118181.
- Vessels, Jane. . National Geographic. Vol. 167 no. 1. January 1985: 110–113. ISSN 0027-9358. OCLC 643483454.
- Weiner, Jody (2005) "Hot Koko". California Lawyer（页面存档备份，存于）. p. 80.
- Weiner, Jody. "Hot Koko & the Fetching Cat". Kinship with Animals. Updated Edition Ed. Kate Solisti and Michael Tobias. San Francisco/Tulsa: Council Oak, 2006. 182-88. ISBN 978-1571781895